# 马蒂亚斯·约翰松
马蒂亚斯·约翰松（瑞典語：Mathias Johansson，1974年2月22日—），瑞典男子冰球运动员，场上位置是前锋。他曾代表瑞典国家队参加2002年冬季奥林匹克运动会冰球比赛，获得第5名。